# Les Fondements de l'arithmétique
 (octobre 2024).

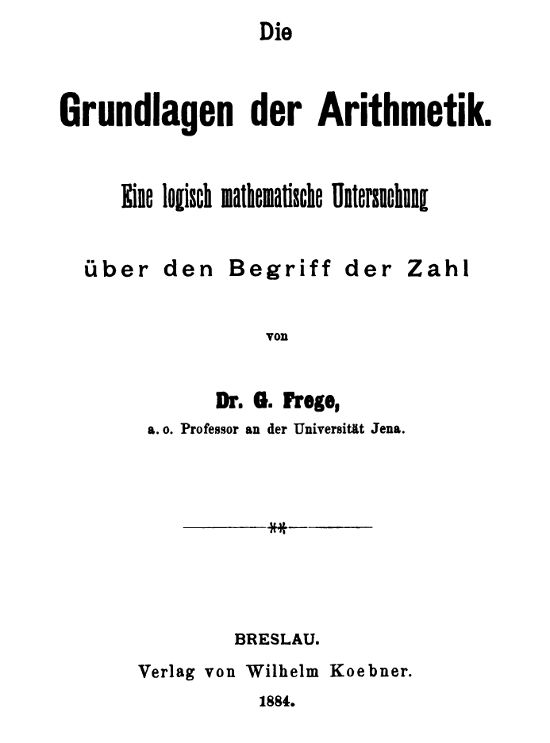
Couverture de l'édition originale allemande.

Les Fondements de l'arithmétique (en allemand : Die Grundlagen der Arithmetik) est une œuvre de Gottlob Frege. Publié en 1884, l'ouvrage est une étude du concept de nombre, d'où son sous titre : Recherche logico-mathématique sur le concept de nombre (en allemand : Eine logisch-mathematische Untersuchung über den Begriff der Zahl). Le professeur de Iéna s'y attache à montrer que l'arithmétique repose sur la logique, dont elle n'est en fait qu'une extension. Cette entreprise l'amène à tenter de définir le concept de nombre cardinal, tâche qui se trouvera alors au centre de l'œuvre. Situés au carrefour des mathématiques, de la logique et de la philosophie, les Grundlagen sont, avec la Begriffsschrift, parmi les ouvrages les plus importants du mathématicien allemand.

## Contenu
Frege commence les Fondements par une série de réfutations : dès l'introduction achevée, l'auteur expose une série d'opinions afin de les rejeter. Cette partie critique s'étend sur une grande partie du texte, dont seule la quatrième section sera proprement consacrée à la théorie frégéenne. Sur les cinq sections de l'œuvre, trois sont en effet dédiées à la critique des philosophes et mathématiciens que Frege prétend dépasser, le cinquième et dernier moment étant la conclusion.
La première section s'intéresse aux opinions de plusieurs auteurs concernant la nature des propositions arithmétiques. Frege s'attaque particulièrement aux positions de Hankel, Leibniz, Mill, et Kant. Afin de rendre vraisemblable l'idée que les propositions arithmétiques sont analytiques, il met à l'épreuve l'idée qu'elles soient synthétiques a priori (Kant) ou a posteriori (Mill). Kant est l'objet d'une critique très nuancée : si les propositions de la géométrie sont bien synthétiques a priori comme il l'a soutenu, il a eu tort de croire que les propositions arithmétiques l'étaient elles aussi. Kant a sous estimé la valeur des jugements analytiques.
Frege étudie ensuite les opinions sur le concept de nombre cardinal, et s'attache à montrer que le nombre n'est ni une propriété des choses ni un élément subjectif. Suit alors un survol des idées relatives à l'unité et à l'un. La critique de toutes ces conceptions permet alors à l'auteur de donner sa propre théorie : « donner un nombre c'est énoncer quelque chose d'un concept » (§46). Affirmer qu'il y a quatre arbres devant nous ne dit rien à propos de ces arbres : cette assertion concerne le concept « arbre devant nous " et énonce que ce concept subsume quatre objets. De la même façon mentionner que « Venus a zéro lune » revient à dire que le concept « lune de Venus » a la propriété de ne rien subsumer.